# Собор Ставангера
Собор Ставангера (норв. Stavanger domkirke ) —  найдавніший собор  Норвегії, що відноситься нині до євангелістсько-лютеранської Церкви Норвегії, що входить в парафію єпископа Ставангера.  Собор, присвячений  святому Свитину і святій Трійці, розташований у центрі міста Ставангер.
Собор був заснований близько 1100 року  Сігурдом Хрестоносцем. Першим єпископом став  Рейнальд з англійської Вінчестера. Причина, з якої рибальське село з невеликою церквою було обрано для спорудження кафедрального собору, достеменно не відома. Однак про те, що на цьому місці існувала давніша церква, свідчать поховання, що датуються за допомогою  радіовуглецевого аналізу VIII—X століттями. У 1125 році поселення навколо собору було визнано містом, цей рік вважається роком заснування Ставангеру. Свитин, святий покровитель собору, був одним із перших єпископів Вінчестера; він же є покровителем знаменитого  Вінчестерського собору. Мощі святого Свитина є однією з реліквій норвезького собору.
Ставангерський собор — це тринавова романська базиліка в суворому англо-норманському стилі. Підтвердженням цього є масивні колони, циркульні  аркади між нефами, вузькі вікна, що не пропускають багато світла. Спочатку собор мав квадратну  дзвіницю, прибудовану до його західного фасаду.
У 1272 році сталася пожежа, внаслідок якої згорів майже весь Ставангер. Винятком не став і собор, який також сильно постраждав, втративши західну вежу, від якої зберігся лише фундамент. Храм був відновлений єпископом Арне, при цьому до романського собору були додані і деякі готичні риси. Найхарактернішою готичною деталлю собору є його східний фасад. Протягом 400 років собор був резиденцією католицького єпископа, а ще 150 років після  реформації став резиденцією єпископа лютеранського. У 1682 році єпископат переїхав в Крістіансанн, що помітно позначилося на подальшому розвитку Ставангера. Лише в 1925 році, після поділу єпархій, собор знову став кафедральним.
У 1746 році до собору добудували дві невисокі готичні вежі, що обрамляють східний фасад і напрочуд вдало вписуються в сформований архітектурний ансамбль. В іншому собор (більш, ніж інші церкви Норвегії, а, можливо, і всієї  Північної Європи) до сьогоднішнього часу зберіг оригінальні риси архітектури XIII століття.
Протягом кількох століть сусідньою з півночі до собору була Церква Пресвятої Діви Марії, побудована під час відновлення собору після пожежі 1272 року і яка встигла побувати ратушею, і в'язницею, і пожежною частиною. Вона була знищена наприкінці XIX століття. На захід від собору знаходиться ставок, до XIX століття тут було кладовище. На південь від собору розташовується дворище резиденції єпископа, яке зараз є соборною школою, випускниками якою були лауреат Нобелівської премії миру 1921 року Крістіан Ланге та письменник Александр Хілланд.

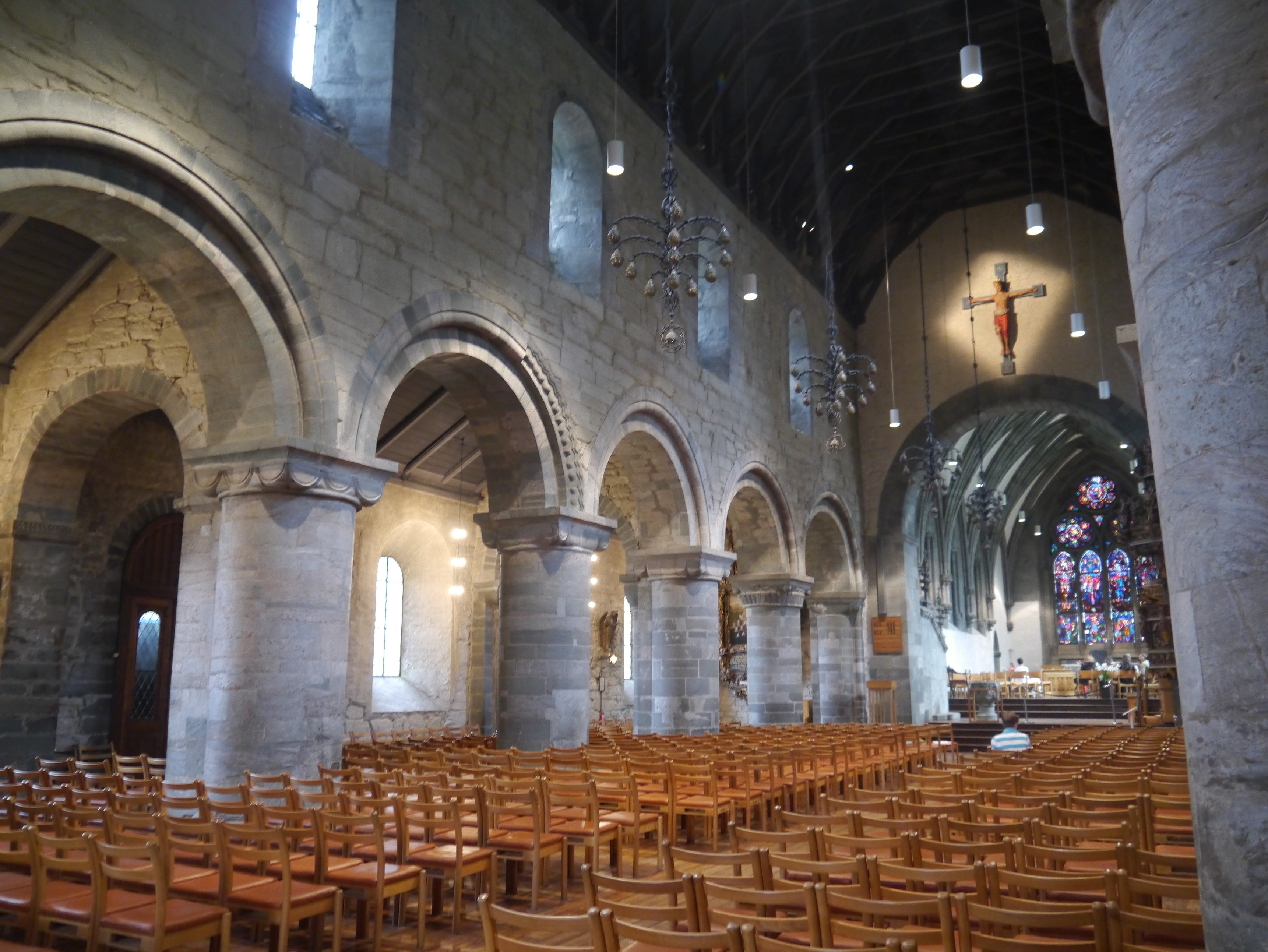
Неф собору

Під час реконструкції 1860-х років зовнішній вигляд і інтер'єр собору зазнали значних змін. У середині XX століття було докладено зусиль, щоби надати будівлі історичних рис. Останньою великою реставрацією стали праці 1999 року.
Адреса собору: Domkirkeplassen, 4001 Stavanger. Собор відчинений для відвідування із 11 до 16 годин, окрім понеділка та п'ятниці.

## Галерея

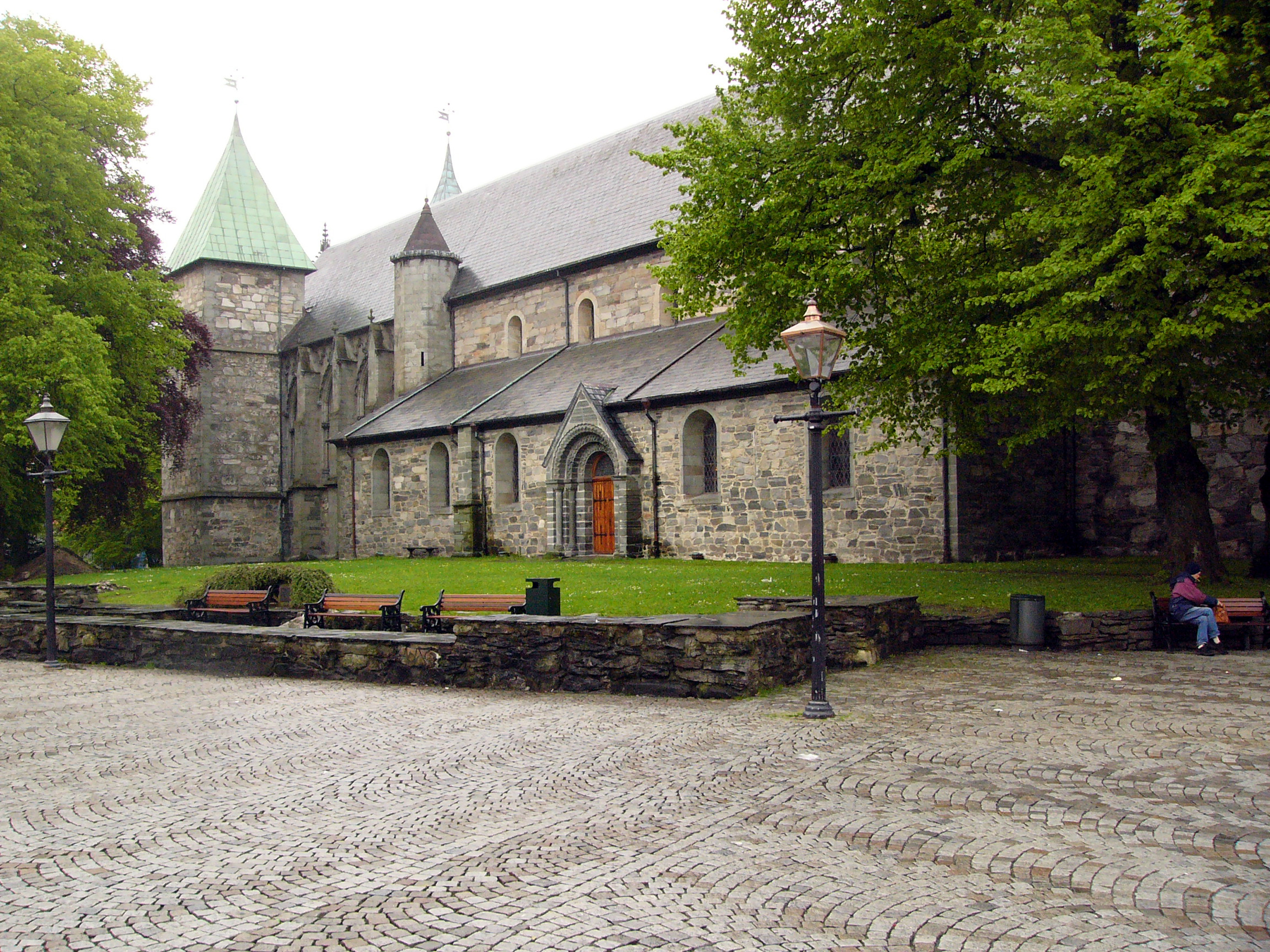
вигляд із входу
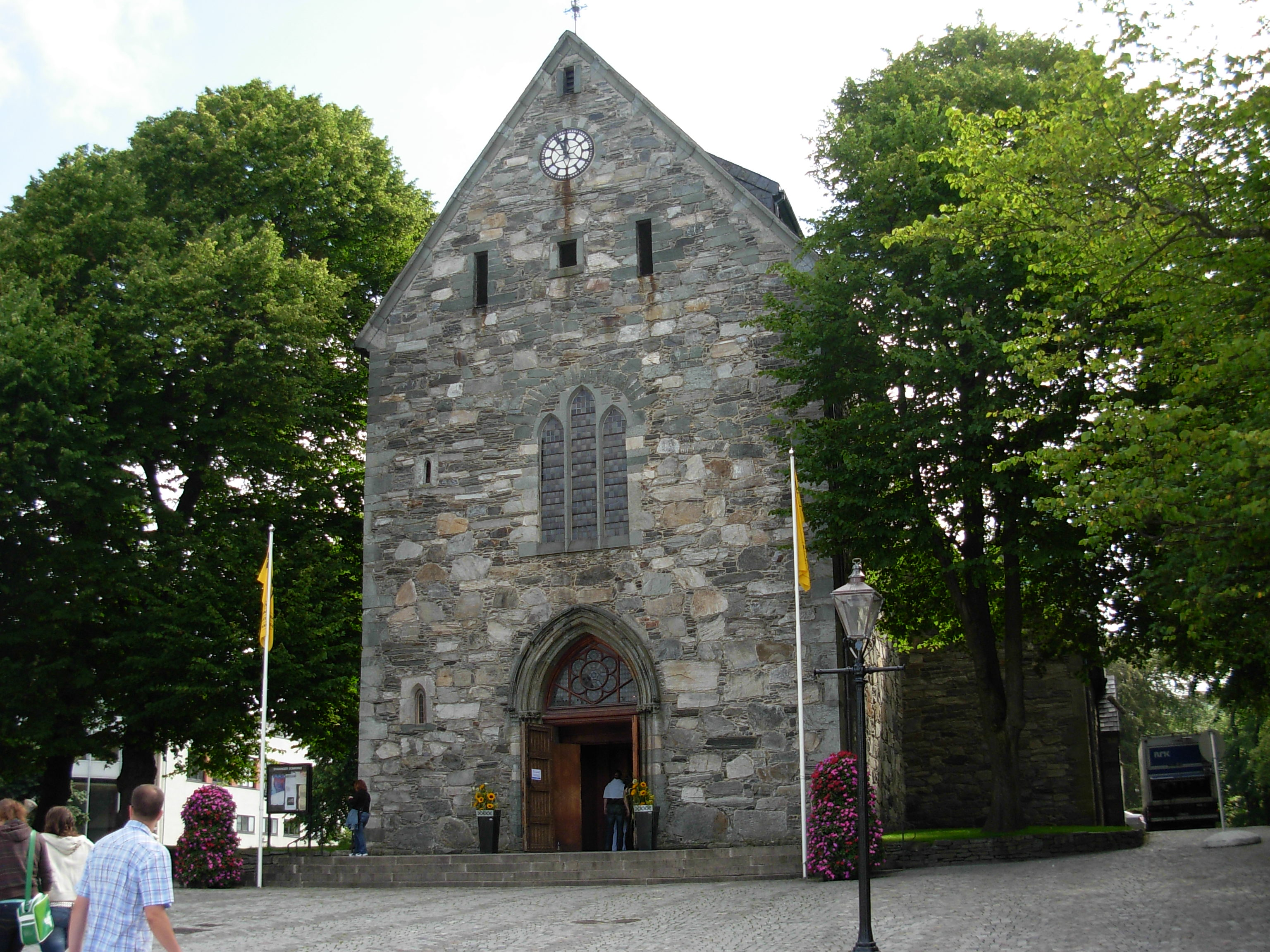
вигляд спереду.
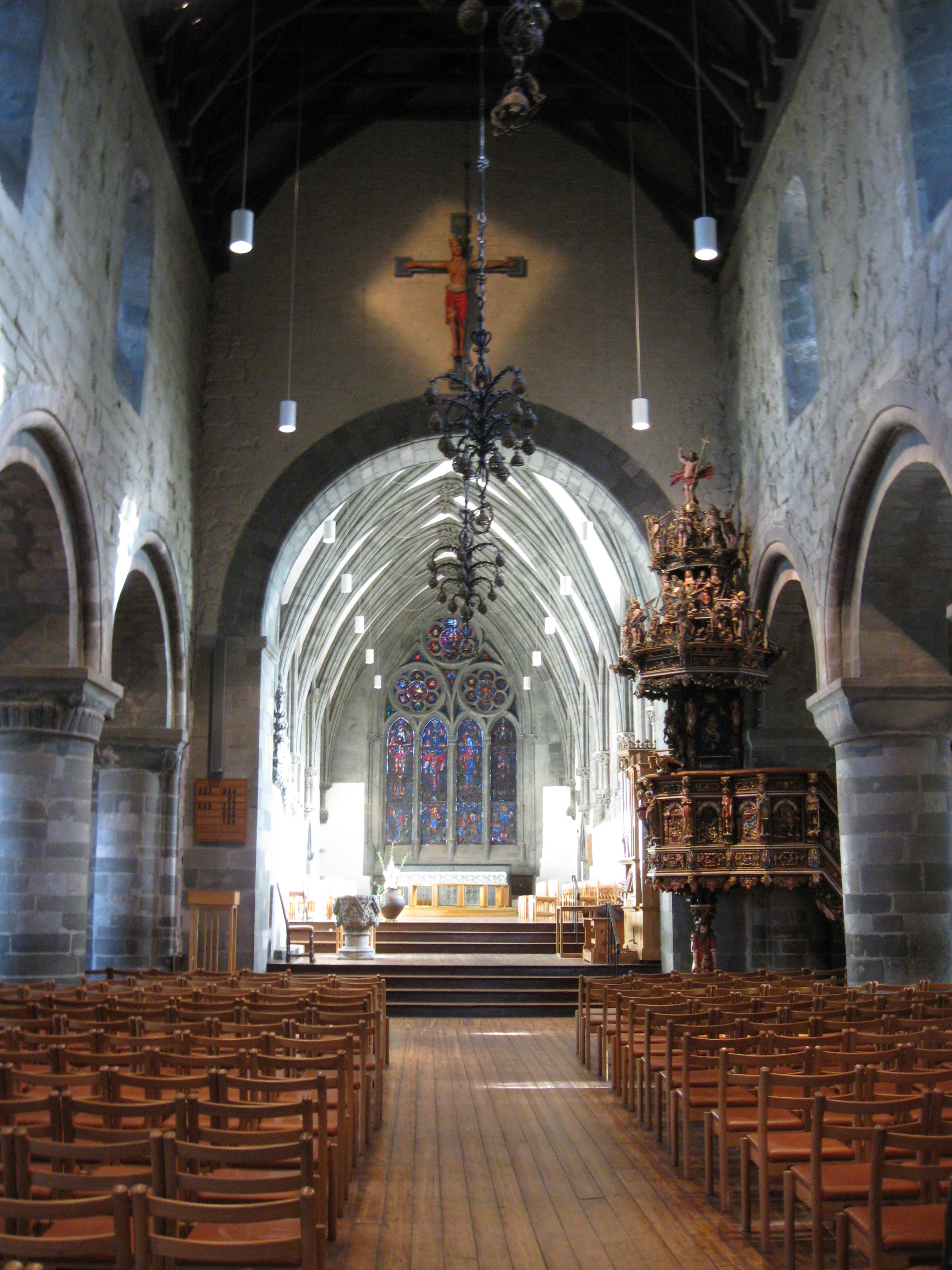
вигляд інтер'єру
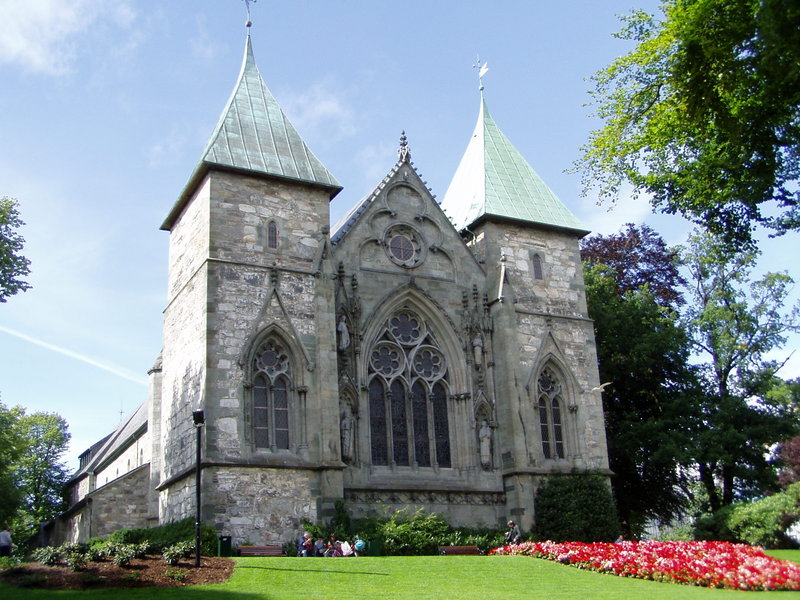
Вид ззаду (схід).